# Побачення з Ембер
«Побачення з Ембер» (англ. Dating Amber) — ірландський фільм 2020 року для сервісу потокового відео Prime Video. Прокат в Україні з 7 вересня 2023 р.

## Сюжет
Едді та Ембер — підлітки старшої школи в ірландській глибинці. Надворі — 90-ті, тож за гомосексуальність більше не саджають до психіатричних лікарень, але життя підлітка-гея в школі складно назвати приємним. Кожен з них мріє вирватись у великий світ, де можна буде не боятися цькування: Едді планує вступити до армії, яка дасть йому можливість побачити світ коштом держави, а Ембер складає в коробку кожну ретельно зароблену копійку, щоб назбирати собі на переїзд. Проте в старших класах дивно бачити підлітка, який ще ні з ким не зустрічається, і щоб не викликати підозр в однокласників Еддіт та Ембер домовляються вдавати з себе закохану пару.

## У ролях
| Актор           | Роль   |
| --------------- | ------ |
| Фіон О'Ші       | Едді   |
| Лола Петтікрю   | Ембер  |
| Шерон Горґан    | Ханна  |
| Баррі Вард      | Ян     |
| Еван О'Коннор   | Джек   |
| Ян О'Рейлі      | Кев    |
| Емма Вілліс     | Трейсі |
| Анастасія Блейк | Дженет |